# 2022年习近平访问哈萨克斯坦和乌兹别克斯坦
2022年9月14日至16日，中国共产党中央委员会总书记、中华人民共和国主席习近平在撒马尔罕出席上海合作组织成员国元首理事会第二十二次会议，并应哈萨克斯坦总统卡瑟姆若马尔特·托卡耶夫、乌兹别克斯坦总统沙夫卡特·米尔济约耶夫邀请，对哈萨克斯坦和乌兹别克斯坦进行国事访问。此次访问是自2019冠状病毒病疫情爆发后，习近平首次出国访问。

## 背景
习近平上次访问哈萨克斯坦是在2017年，当时出席了2017年上合组织峰会和2017年世界博览会。2022年1月，哈萨克斯坦发生抗议活动后，当时仍留任哈萨克斯坦安全委员会主席的努尔苏丹·纳扎尔巴耶夫辞职并退出政坛。而习近平向哈萨克斯坦总统卡瑟姆若马尔特·托卡耶夫致口信，表示反对任何势力破坏哈萨克斯坦稳定。同年2月，习近平在人民大会堂会见出席北京冬奥会开幕式的托卡耶夫。而习近平此次访问的计划于8月份《华尔街日报》首度曝光，该报道说习近平考虑前往中亚访问；之后哈萨克斯坦外交部证实称，习近平将于9月14日访问哈萨克斯坦。此次访问亦正值中哈两国建交30周年。
另一方面，此次访问是自2019冠状病毒病疫情爆发以来，习近平首次出国访问。在此之前，由于中国大陆执行严格的清零政策导致跨境旅行受到限制，习近平从未出国访问；而习在6月30日至7月1日赴香港视察并参加庆祝香港回归二十五周年纪念活动，则是他疫情以来首次出境访问，严格来说不属于出国访问。BBC的报道称，习近平的此次访问“可能”被视为中国将放宽清零政策的信号。

## 访问行程
9月14日上午，习近平乘专机离开北京，开始此次访问行程。随行人员包括中共中央书记处书记、中共中央办公厅主任丁薛祥，中共中央外事工作委员会办公室主任杨洁篪，中华人民共和国国务委员兼外交部长王毅，全国政协副主席、国家发展改革委主任何立峰等。

### 哈萨克斯坦
此次访问前，习近平在9月13日的《哈萨克斯坦真理报》撰文，将中哈关系形容为“坚韧如磐”。
9月14日，习近平抵达努尔苏丹，哈萨克斯坦总统托卡耶夫到机场迎接。受疫情影响，出席机场迎宾活动的所有人员均佩戴口罩。
托卡耶夫在哈萨克斯坦总统府大厅为习近平举行欢迎仪式。随后，托卡耶夫总统邀请习近平参观“哈萨克斯坦－中国千年对话”艺术展。双方就中哈建交30周年举行正式会谈，签署发表《中华人民共和国和哈萨克斯坦共和国建交30周年联合声明》，宣布将共同致力于中哈两国构建世代友好、高度互信、团结互助的命运共同体目标和愿景。两国有关部门签署了经贸、互联互通、金融、水利、新闻媒体等领域多项双边合作文件。双方决定在西安、阿克托别互设总领事馆。
9月14日下午，习近平出席托卡耶夫举行的欢迎宴会，宴会上两国元首共同观看哈萨克斯坦歌剧演员玛依拉用中文演唱的歌曲《映山红》。习近平还在总统府大理石厅接受哈萨克斯坦总统托卡耶夫授予的金鹰勋章。午餐后，习近平结束对哈萨克斯坦的国事访问，离开努尔苏丹前往撒马尔罕。托卡耶夫在为习近平送行时对此次访问评价称，习近平的此次访问虽然短暂，“但内容丰富、成果丰硕”。

### 乌兹别克斯坦
9月14日晚，习近平抵达撒马尔罕，乌兹别克斯坦总统沙夫卡特·米尔济约耶夫、政府总理阿卜杜拉·阿里波夫、外交部长弗拉基米尔·诺罗夫、撒马尔罕州州长埃尔金永·图尔迪莫夫等到机场迎接。
9月15日，习近平在撒马尔罕会见乌兹别克斯坦总统米尔济约耶夫。两国元首宣布，着眼于中乌关系长远发展和两国人民未来福祉，双方将扩大互利合作，巩固友好伙伴关系。会谈后，两国元首签署并发表了《中华人民共和国和乌兹别克斯坦共和国联合声明》。中乌签署农业、数字经济、绿色发展、文化、地方、媒体等领域多项合作文件。访问期间，中、吉、乌三国签署《中吉乌铁路建设项目（吉尔吉斯斯坦段）合作谅解备忘录》。习近平在撒马尔罕国际会议中心接受乌兹别克斯坦总统米尔济约耶夫授予“友谊勋章”。